# 社会主义女性主义团体
社会主义女性主义团体（法語：Groupe féministe socialiste，缩写为GFS）由路易莎·索莫诺和伊丽莎白·雷诺于1899年创立，两人都是工人出身的社会主义者，都希望将女性主義带给法国的工人阶级。此前社会主义运动和女性主义运动均已经存在，但在该团成立之前几乎没有交叠。

## 历史
19世纪至20世纪之交，有超过400万法国妇女外出从事非农业劳动，但她们在有组织的改革努力中缺乏代表性。社会主义女性主义团体希望为工人阶级妇女提供代表的场所。
社会主义女性主义团体的最初宣言指出，她们希望结束“来自资本主义的大规模剥削与来自法律的，特别是偏见性的服从于男性的约束所导致的对妇女的双重压迫”。
该团迅速受到欢迎，但因男性的社会主义者对其缺乏兴趣以及资产阶级与无产阶级女性主义者之间的阶级冲突而受到影响。
这种阶级冲突的一个很好的例子可以在1900年的一次大会上提出的建议中看到，即家庭佣人每周享受全天休息，这项措施已经适用于产业工人。资产阶级女性主义者犹豫不决。虽然“原则上足够人道主义地接受改革，但当此类改革威胁到他们的生活方式时，他们却犹豫不决”。
社会主义女性主义团体在其两位创始人经历了一些形式的冲突，两者从一开始就存在分歧。伊丽莎白·雷诺的目标是和解的。她希望弥合社会主义和资产阶级女性主义之间的差距。 另一方面，路易丝·索莫诺则憎恨资产阶级女性主义者，认为她们不可避免地脱离了工人阶级的现实。
1902年，雷诺离开该党，留下索莫诺来管理该党。 社会主义女性主义团体一直存在到1905年，当时法国存在的各种社会主义团体联合起来，将其排除了在新成立的工人国际法国支部之外。该事件与索莫诺的“不妥协”立场相结合，最终导致了社会主义女性主义团体的灭亡。